# Psyrassaforma janzeni
Psyrassaforma janzeni är en skalbaggsart som beskrevs av Chemsak 1991. Psyrassaforma janzeni ingår i släktet Psyrassaforma och familjen långhorningar.
Artens utbredningsområde är Costa Rica. Inga underarter finns listade i Catalogue of Life.